# Džundulláh
Džundulláh (arabsky جندالله‎, doslova Alláhovi vojáci) je militantní islamistická sunnitská organizace. Její základnou je pákistánský Balúčistán, ale jejím proklamovaným cílem je podpora sunnitských muslimů v Íránu. Organizace je zodpovědná za řadu útoků v Íránu a to jak proti armádě, tak proti civilnímu obyvatelstvu.
Džundulláh založil v roce 2003 Abdulmalek Rigi, který byl posléze v roce 2010 v Íránu chycen a popraven. Odhaduje se, že v současnosti (2010) má Džundulláh 1000 bojovníků, zabil 400 íránských vojáků a mnoho civilistů. Džundulláh se přihlásil k vraždě deseti horolezců 23. června 2013 nedaleko základního tábora pod horou Nanga Parbat.